# Botswana
Botswana, formellt Republiken Botswana, (tidigare Bechuanaland) är en republik i södra Afrika. Landet har ingen kust, och gränsar i öst till Zimbabwe, i sydväst och syd till Sydafrika, i väst och norr till Namibia. Längst i norr har landet en kort gräns mot Zambia. I sydvästra delen av landet finns öknen Kalahari. Botswana var tidigare det brittiska protektoratet Bechuanaland, och blev självständigt 1966. Namnet Botswana kommer av bantubefolkningen, batswana- eller tswanafolket.
Före självständigheten var landet ett av världens fattigaste, men tack vare rika diamantfyndigheter har Botswana senare haft betydlig ekonomisk tillväxt och utvecklats till ett medelinkomstland. Botswana är också en av världens största producenter av diamanter. Många invånare lever dock fortfarande utanför den formella ekonomin, ofta av boskapsskötsel. Landet har många naturreservat och ett rikt djurliv. Botswana är en av Afrikas stabilaste demokratier.

## Historia
Redan under paleolitikum var de delar av Botswana som inte ligger i Kalahariöknen befolkade. En mängd fynd från den tiden har gjorts söder och sydost om Gaborone men särskilt i Ghanzi. Under neolitikum fanns en mikrolitkultur i Botswana, spridd i stora delar av landet men rika fynd har gjorts i Tsodillobergen.
San- (basarwa) och khoe-folken (bakgothu) (tidigare kallade "bushmän" respektive "hottentotter") är Botswanas urbefolkning. Sanfolket var i huvudsak ett jägar- och samlarfolk, men hade också djurhållning och fiskade i floderna. Khoe-folket drev boskap, men var också beroende av jakt. Båda folkslagen levde i små, löst organiserade grupper utan tidiga statsbildningar. Det finns fortfarande närmare 50 000 basarwa i Botswana, men mycket få lever på traditionellt vis i Kalahariöknen, och deras livsstil är under stark press utifrån. Majoriteten av Botswanas befolkning är ättlingar till bantufolk som invandrade norrifrån för omkring 2 000 år sedan. Med dem introducerades bofast djurhållning och jordbruk, och bantuerna blandades med de ursprungliga invånarna i området. Därigenom utvecklade sig åtta olika tswanastammar, som fortfarande finns kvar i landet.
Fynd av metallsmide i Tsodillobergen härrör från de första århundradena efter Kristus. På 700-talet e.Kr. utvecklades i området runt Palapye en betydande järnframställning för export till kustområdet i dagens Moçambique. Under 800- och 900-talet skedde en intensifiering av boskapsskötseln samtidigt som man fortsatte med sorghumodling.
På 1200-talet började olika nationer ta form, bland dem bakgalagadi, batswana och basotho. Denna utveckling ägde rum i det som senare blev Transvaal i Sydafrika, och 300 år senare vandrade flera folkgrupper norrut till dagens Botswana. Samtidigt växte det i dagens Zimbabwe fram kungadömen, som sträckte sig in i dagens Botswana. Tidigt på 1800-talet kastades Botswana in i en kaotisk tid med mycket inre oro och krig mellan folkslag, dels som en följd av invandring och etablering av nya stater, som drev tswana längre västerut. Efterhand blev också boerna i Transvaal ett hot.
Européer hade omkring 1800 fått de första kontakterna med landet och omkring 1820 var det genom expeditioner i landets södra delar känt i sina huvuddrag. Genom Robert Moffat från 1821 och David Livingstone från 1841 blev de norra delarna kända. I början av 1850-talet började boerna inkräkta på området.

### Kolonialtiden

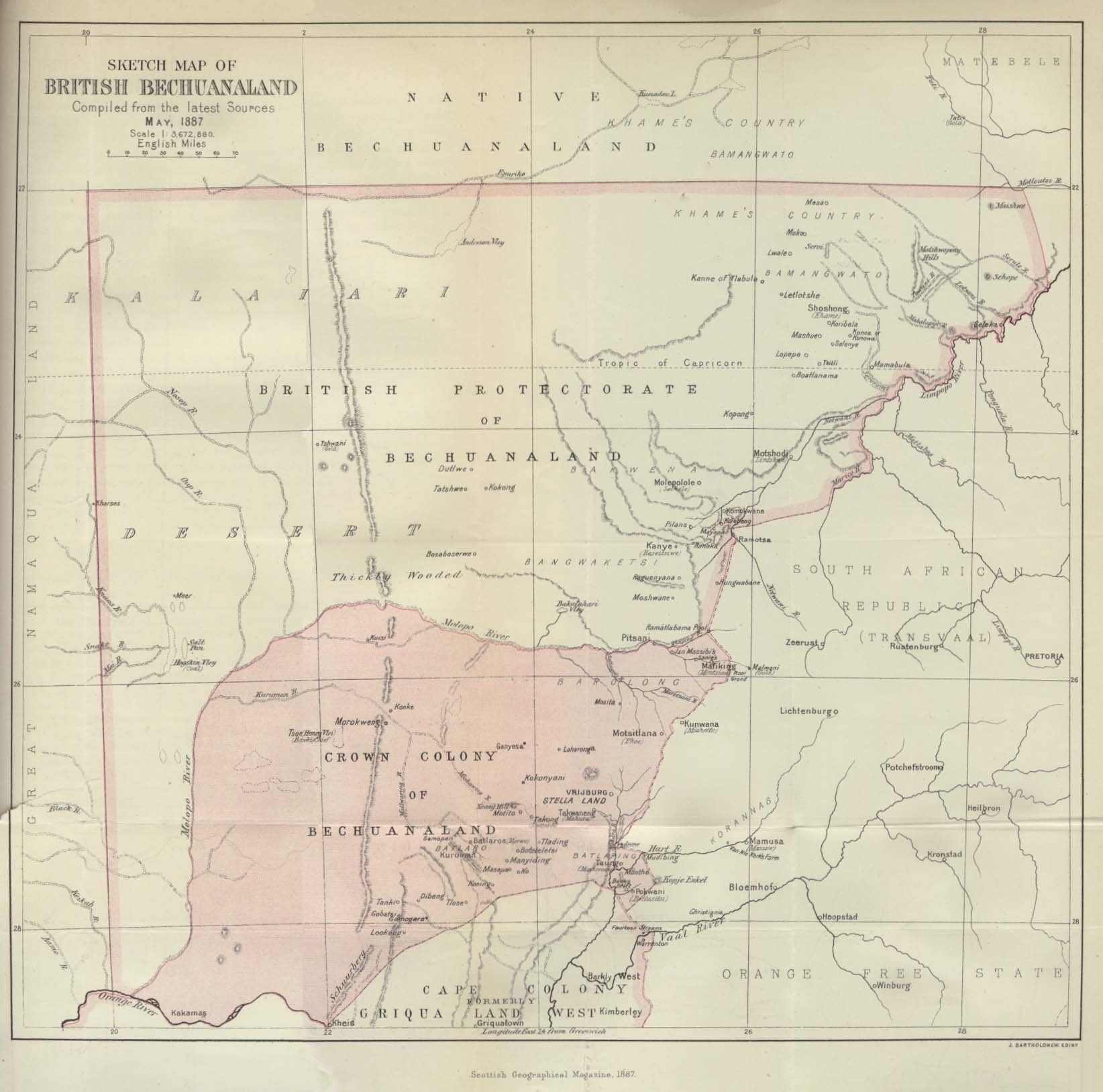
Brittiska Bechuanaland, 1887

Hotet från boerna, som var under press från britterna i Sydafrika, fick kung Khama III att be om brittiskt beskydd 1876. 1878 besattes Botswana av brittiska trupper, men efter första boerkriget 1880-1881 lämnades Botswana helt i boernas våld. 1882 grundade dessa Stellaland och Republiken Goshen inom området. Britterna, som inte erkände dessa nya republiker, sände 1884 missionären John Mackenzie för att som kommissionär för brittiska regeringen försöka ordna förhållandena. Hans kritik av boerna och stöd för den svarta befolkningen gjorde dock att han fick mycket lite stöd, och i hans ställe sändes Cecil Rhodes, som inte heller förmådde uträtta något och de båda republikerna ställdes under Transvaals överhöghet. Nu sände brittiska regeringen i oktober 1884 en militär expedition under ledning av Charles Warren som inryckte i landet utan större motstånd, upphävde de båda republikerna och i september 1885 förklarade Bechuanaland som ett brittiskt protektorat. Området söder om floden Molopo förklarades för brittisk kronkoloni och införlivades 1895 med Kapkolonin. Samma år ställdes protektoratet Bechuanaland under Brittiska sydafrikanska kompaniets förvaltning. Motståndet som detta mötte hos den svarta befolkningen ledde till att de olika stammarnas områden gjordes till infödingsreservat med hövdingarna och en brittisk resident som styresmän. En smal remsa lämnades åt kompaniets förvaltning för anläggandet av en järnväg till Sydrhodesia.
Anledningen var brittisk fruktan att boerna i Transvaal och tyskarna i Tyska Sydvästafrika (nuvarande Namibia) och Tanganyika skulle skapa ett sammanhängande allierat bälte tvärs över kontinenten och därigenom stoppa den brittiska expansionen norrut. I Bechuanaland såg man faran att bli inlemmat i Sydafrika, en fruktan som levde kvar ända till dess att Sydafrikanska republiken utropades 1961.
Omkring 10 000 soldater rekryterades från Botswana för att kämpa för britterna under andra världskriget. Efter kriget växte nationalkänslan och kravet på självständighet. 
Brittisk politik med den så kallade hyddskatten tvingade många botswanier att arbeta i Sydafrika för att skaffa pengar. Bechuanalands huvudstad Mafikeng var även belägen i det område som införlivats med Kapkolonin. Från brittiskt håll arbetade man för en förening mellan de båda kolonierna, men särskilt efter apartheids seger i Sydafrika 1948 blev motståndet mot en förening mellan länderna allt starkare.
Tidigt på 1960-talet grundades flera partier: Bechuanaland People's Party, Botswana Independence Party och Bechuanaland Democratic Party, det sistnämnda av Seretse Khama, sonson till Khama III. Efter press från nationalisterna inleddes grundlagsförhandlingar 1963, och protektoratet fick först inre självstyre, med Seretse Khama som statsminister. Den 30 september 1966 blev Botswana en självständig republik, med Khama som sin första president.

### Självständigheten
Seretse Khama stöddes både av britterna och av de vita invånarna i Botswana i sin kamp om den politiska makten, eftersom han sågs som mindre radikal än andra kandidater. Khama förde en försiktig politik både inrikes och utrikes, bland annat fick vita jordägare behålla sin jord. Han välkomnade även utländska investerare. Redan under landets första val, före självständigheten, vann Khamas parti BDP en klar majoritet. Den har man behållit vid alla senare val, och Botswana är kanske det land i Afrika som kan visa på störst politisk stabilitet under tiden efter självständigheten - helt utan statskupper, upphävande av grundlagen eller våldsamma uppror.
Vid Khamas död 1980 efterföljdes han av sin vicepresident Quett Masire (senare Sir Ketumile Masire), som i huvudsak följde sin företrädares politiska linje. Under Masire fortsatte dominansen för BDP (nu Botswana Democratic Party) i den botswanska politiken. Vid valet 1990 uppnådde oppositionspartiet Botswana National Front (BNF), lett av Kenneth Koma, bara tre mandat i parlamentet på 39 medlemmar. Vid valet 1994 ökade antalet till 13, och BDP stod därmed för första gången inför en opposition av betydelse. Den stora framgången för BNF var ett uttryck för missnöje med regeringspartiets ekonomiska politik, bland annat i form av en hög arbetslöshet. En annan faktor var att BDP traditionellt har haft stark uppslutning på landsbygden, BNF i städerna, och att den gradvisa urbaniseringen i Botswana har gagnat BNF. Dessutom var valet en protest mot flera BDP-ledares medverkan i avslöjade korruptionsaffärer.
Den nya nationalförsamlingen valde om Masire som president. Han avgick 1998, och ersattes av vicepresident Festus Mogae. Ny vicepresident blev general Ian Khama, son till Botswanas förste president, och tidigare försvarschef. Inre strider inom BNF ledde 1998 till att uteslutna ledare grundade Botswana Congress Party (BCP). Då en majoritet av BNF:s parlamentsmedlemmar gick över till BCP, förklarades detta som den officiella oppositionen i nationalförsamlingen. Det ändrades emellertid efter parlamentsvalet 1999, då en splittrad opposition stärkte regeringspartiet.
BDP behöll sin position också vid valen 2004 och 2009, och blev ännu starkare med 53,3 % av rösterna vid valet i oktober 2009; BNF uppnådde 21,9 % och BCP 19,2 %. Ian Khama efterföljde 2008 Mogae som Botswanas president. Både presidentskiftet 2008 och parlamentsvalet 2009 bidrog ytterligare till att befästa Botswanas långa tradition som parlamentarisk demokrati - även om bara ett parti har styrt landet sedan självständigheten. Efter tio år vid makten lämnade president Ian Khama makten till sin vicepresident Mokgweetsi Masisi i mars 2018. Khamas två mandatperioder enligt konstitutionen var slut, och han steg åt sidan.
I oktober 2019 vann styrande Botswanas demokratiska parti (BDP) och sittande president Mokgweetsi Masisi parlamentsvalet i Botswana.

## Geografi

### Topografi
Botswana ligger på den sydafrikanska högplatån, cirka 1 100 meter över havet. Den lägsta punkten är där floderna Limpopo och Shashe flyter samman, 513 meter över havet. Den högsta är Tsodilo Hills, 1 489 meter. Merparten av landet består av en torr slätt med vida, plana sänkor ("pans") och enstaka högre åspartier. Det mesta av landet täcks av mäktiga sandavlagringar, bara i öst kommer urberget i dagen.
Det enda stabila vattendraget i landet finns i norr, där Okavango, som rinner upp i höglandet i Angola, bildar ett vidsträckt träskområde, Okavangodeltat. Längre österut ligger Makgadikgadislätten, som är omväxlande torr och våt allt efter årstiden. I sydväst breder Kalahariöknen ut sig.

### Klimat

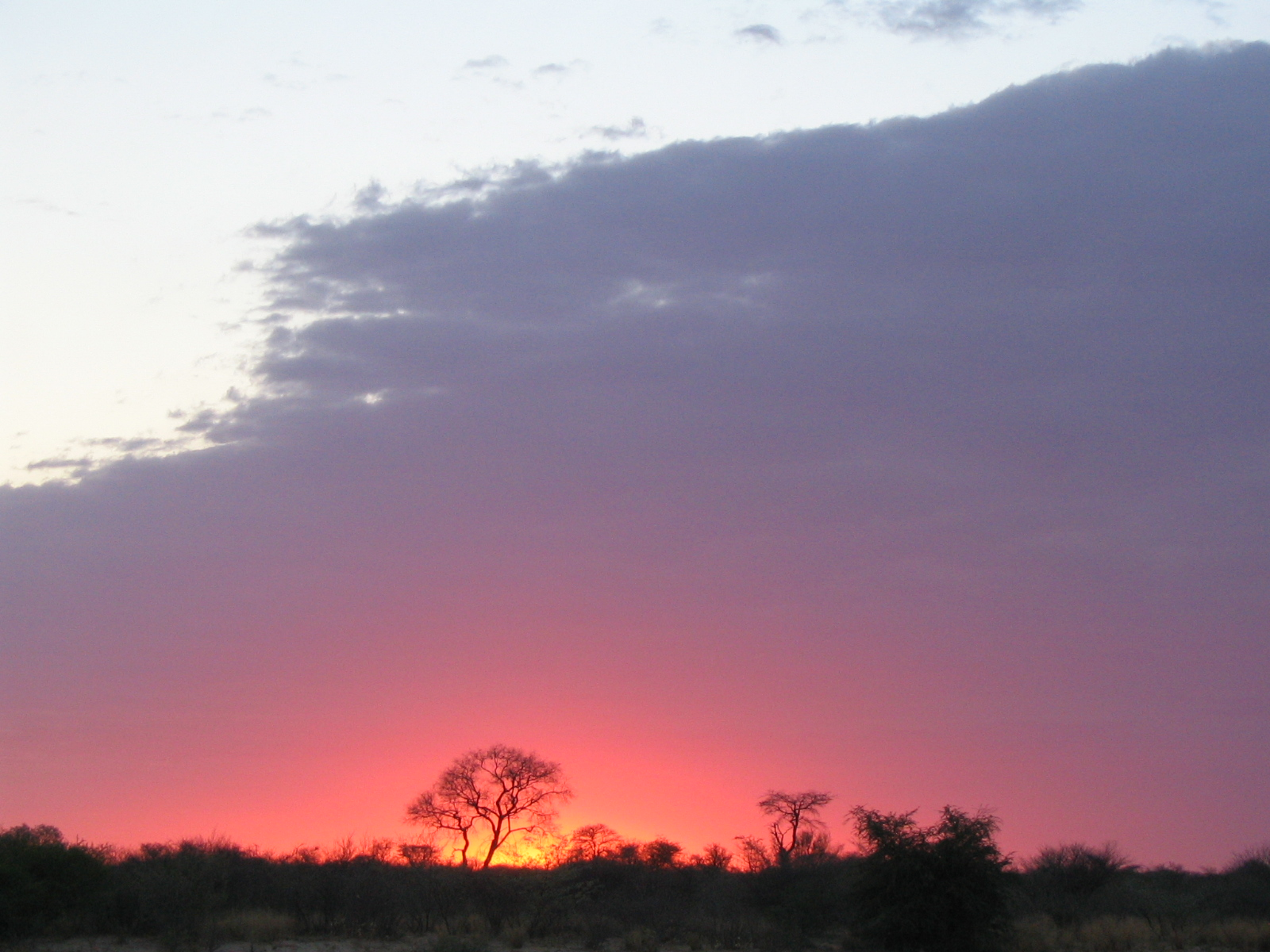
Soluppgång i Botswana.

Botswanas klimat är halvtorrt och subtropiskt, med sommartemperaturer upp mot 40 °C, medan nattemperaturen om vintern kan gå en bra bit under noll. Nederbörden varierar från 250 mm i sydväst till 700 mm längst i norr, och faller huvudsakligen under november-mars. Medeltemperaturen i Maun, som ligger i nordväst vid Okavangodeltat, är 16 °C i juni-juli och 27 °C i oktober.
Ibland förekommer längre torkperioder. I augusti blåser en västlig vind, som för med sig sand och damm i sådana mängder att sikten blir dålig.

### Växt- och djurliv

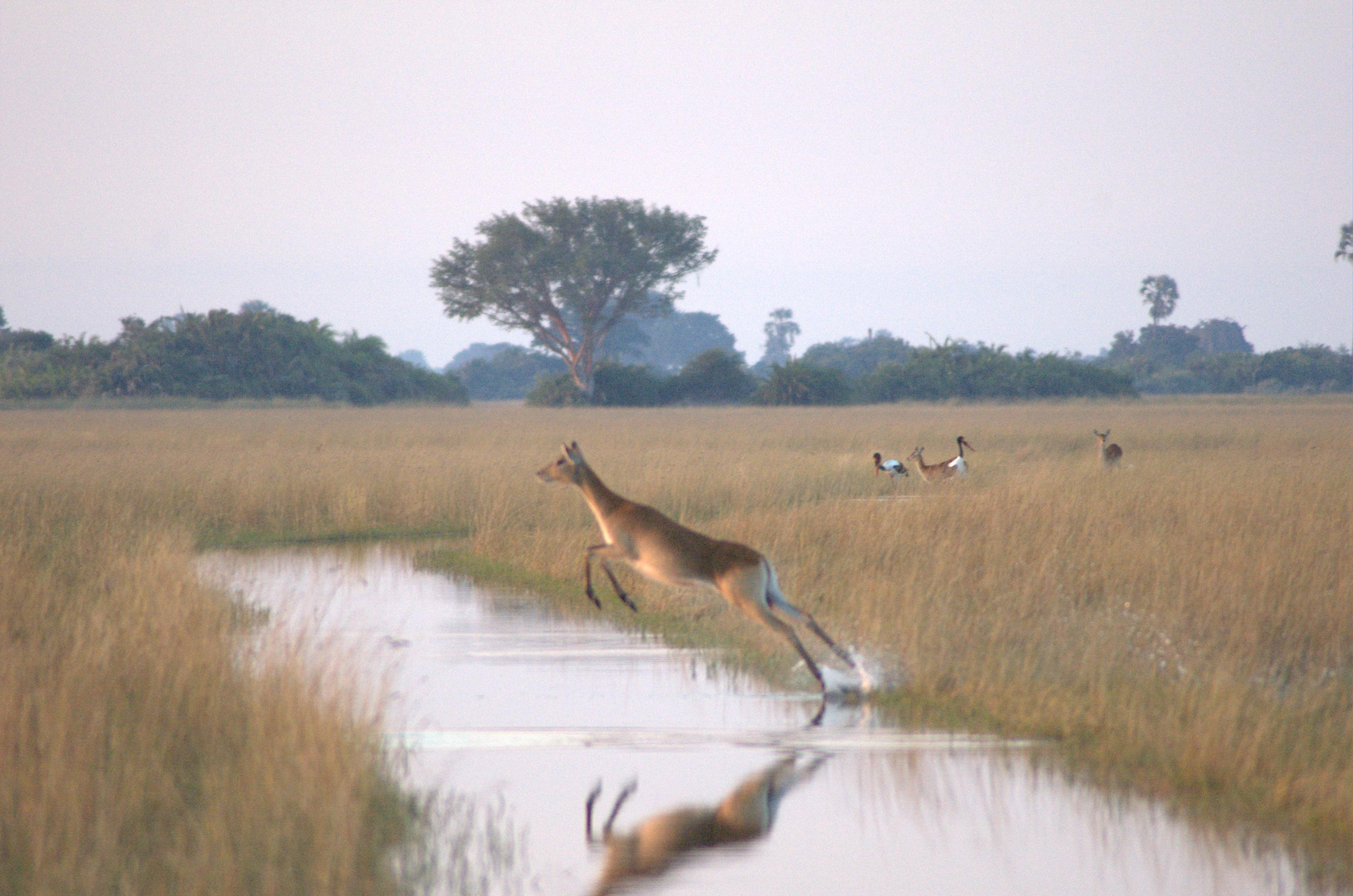
Letjevattenbock i Okavangodeltat.

Botswana har troligen Afrikas största kvarvarande bestånd av savanndjur, och flera områden är avsatta till nationalparker. I Okavangodeltat finns ett rikt fågelliv.

### Naturskydd
Några stora miljöproblem är begränsad tillgång på färskvatten och att öknen breder ut sig. All elektricitet produceras av fossila bränslen, framför allt i kolkraftverket Morupule Power Station, men 70 % av landets el importeras från Sydafrika.
Botswana drabbades 2000 av den värsta registrerade översvämningen i landets historia, och över 60 000 blev hemlösa.

## Styre och politik

### Administrativ indelning

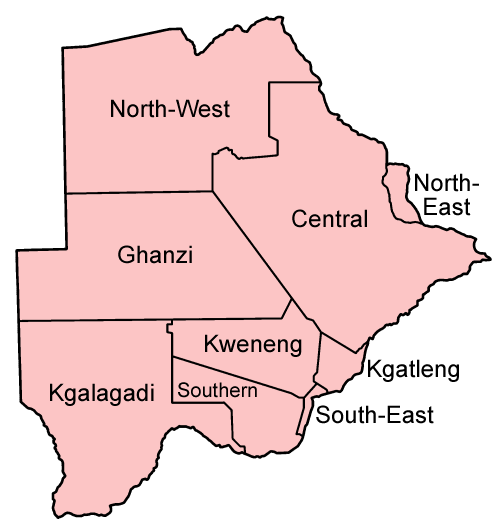
Botswanas distrikt.

Botswana är indelat i nio distrikt: Central, Ghanzi, Kgalagadi, Kgatleng, Kweneng, North-East, North-West, South-East och Southern.
Distrikten är i sin tur indelade i 28 underdistrikt, varav 7 är städer. De städer som har status som underdistrikt är: Francistown, Gaborone, Jwaneng, Orapa, Lobatse, Selebi-Phikwe och Sowa Town.

### Internationella relationer
Grannskapet med apartheidstaten Sydafrika och de apartheidstyrda grannländerna Namibia och Rhodesia satte länge dominerande prägel på Botswanas utrikespolitik. Även om Botswana uttryckte stöd för befrielsekampen i Rhodesia på 1970-talet, gjorde beroendet av den rhodesiska järnvägen (som drev tågtrafiken mellan Botswana och Sydafrika) att landet inte kunde införa de av FN vidtagna sanktionerna mot den rhodesiska regimen. Trots detta stod Botswana under apartheideran i främsta raden för att stärka samarbetet mellan de fria staterna i södra Afrika - framför allt genom den regionala samarbetsorganisationen Southern African Development Coordination Conference (SADCC, senare Southern African Development Community, SADC), som har sitt huvudsäte i den botswanska huvudstaden Gaborone. Det starka ekonomiska beroendet av Sydafrika hindrade inte Botswana från att ta tydlig ståndpunkt mot apartheidregimen, och landet stödde befrielserörelsen ANC i exil, bland annat genom att ta emot och ge asyl till sydafrikanska flyktingar. Det var emellertid inte aktuellt att låta ANC upprätta baser eller ha annan militär närvaro i landet.
Sydafrikanska kommandostyrkor utförde flera gånger på 1980-talet angrepp mot föregivna ANC-mål på botswanskt territorium, och 1982 förekom skottlossning över gränsen mellan sydafrikanska och botswanska styrkor. Ett sydafrikanskt angrepp mot en påstådd ANC-bas 1985 krävde minst 15 liv. Ett nytt angrepp 1988 tog fyra sydafrikanska flyktingars liv. Efter den politiska uppmjukningen i Sydafrika upprättades diplomatiska förbindelser mellan de båda länderna.
Det militära hotet från Sydafrika ledde till att Botswana byggde upp en egen försvarsstyrka, och militärutgifterna tiofaldigades under loppet av tio år. 1991 påbörjades byggandet av en ny flygbas vid Molepolole, förutom två mindre i Chobe och Okavango.
Förhållandet till Zimbabwe var tidvis konfliktfyllt på 1980-talet, på grund av upprorsverksamhet i Zimbabwes Matabele-provinser (Matabeleland North och Matabeleland South), och en påföljande mindre flyktingström till Botswana. Även mot slutet av 1990-talet medförde politisk oro och ekonomisk nedgång i Zimbabwe en tillströmning till Botswana. Då Botswana 2003 började uppföra ett elektriskt stängsel längs gränsen till Zimbabwe, sågs det från zimbabwiskt håll som ett sätt att förhindra zimbabwier från att korsa gränsen, även om Botswana underströk att stängslet var till för att skydda landets vitala boskapsindustri från mul- och klövsjukan.
1992 uppstod en gränstvist mellan Namibia och Botswana om en liten, obebodd ö mitt i Chobefloden, som utgör gränsen mellan de båda länderna. Den internationella domstolen i Haag gav i december 1999 Botswana medhåll i gränstvisten, och de båda länderna upprättade därefter en gemensam teknisk kommission för att fastställa gränsen. Under 1998 och 1999 sökte flyktingar från Caprivi-remsan i Namibia tillflykt i Botswana efter det att namibiska regeringsstyrkor startat en offensiv mot upprorsgruppen Caprivi Liberation Army. Också i Namibia uppstod politiskt motstånd mot att Botswana byggde ett elektriskt gränsstängsel.
Botswana engagerade sig under 1990-talet i flera afrikanska konflikter, dels i en medlarroll, bland annat i Kongo-Kinshasa, dels genom att sända trupper till fredsbevarande operationer, första gången till FN-styrkan ONUMOZ i Moçambique. 1998-99 sände Botswana trupper till Lesotho för att tillsammans med Sydafrika återupprätta stabiliteten efter ett militäruppror.
1998 sökte Zimbabwes tidigare president Canaan Banana, som dömts till fängelse i hemlandet, tillflykt i Botswana. Med den tilltagande politiska krisen i Zimbabwe på 2000-talet beskylldes Botswana för att stöda den zimbabwiska oppositionen, men landet avvisade påståenden om att det stödde väpnat motstånd mot Zimbabwes regering. President Khama framstod ändock som en av kontinentens mest uttalade kritiker av Zimbabwes president Robert Mugabe.
Botswana har alltid haft ett gott förhållande till västmakterna, däribland USA, och var ett av få afrikanska länder som president George W. Bush besökte under sin Afrikaresa 2003.
Botswana är medlem av bland annat FN och de flesta av FN:s organisationer, bland annat Världsbanken, samt av Världshandelsorganisationen (WTO), Commonwealth, Afrikanska unionen (AU), Southern African Development Community (SADC) och Cotonouavtalet.

### Försvar
Militärtjänsten är frivillig från fyllda 18 år. De samlade styrkorna var år 2006 cirka 9 000, varav 8 500 i armén och 500 i flygvapnet.

## Ekonomi och infrastruktur
Botswana räknas som en av de ekonomiska framgångshistorierna i Afrika, och landet har haft en formidabel ekonomisk tillväxt sedan självständigheten, med överskott i handelsbalansen med utlandet. Tillväxten var i genomsnitt över 9 % per år från 1967 till 1999. Under denna tid har landet förvandlats från ett av världens fattigaste länder till ett medelinkomstland. 
Landet hade relativt låg arbetslöshet år 2008, som låg på 7,5 %, att jämföra med Zimbabwes 80 % och Sydafrikas 24,3 %.
Som en följd av den internationella finanskrisen 2008-2009 upplevde också Botswana en recession, då marknaden för landets viktigaste exportvara – smyckediamanter – rasade samman, och produktionen stannade av helt under fyra månader. Under 2010 har dock marknaden börjat återhämta sig.

### Näringsliv

#### Energi och råvaror
Bland andra naturtillgångar finns koppar, nickel, kol, järnmalm och silver.

#### Industri
Diamantutvinningen, som drivs av det sydafrikanska bolaget De Beers, är en av de största anledningarna till utvecklingen, och för närvarande står diamanterna för en tredjedel av BNP och 70 % av exportinkomsterna. Det är dock möjligt att diamanttillgångarna tar slut inom 20 år.

### Handel
Botswana har tullunion med 
Sydafrika, som landet är starkt beroende av både politiskt och ekonomiskt.

### Infrastruktur

#### Transporter
En viktig järnväg går genom landet från Bulawayo i Zimbabwe till Mafeking i Sydafrika.

#### Utbildning och forskning
Sjuårig grundskola är obligatorisk och avgiftsfri i landet (7-14 år), och 85 % av alla barn går i grundskolan. Mellan första och fjärde klass är undervisningsspråket tswana, därefter sker all undervisning på engelska. Den fortsatta utbildningen är uppdelad i en tvåårig ungdomsskola och en treårig gymnasieskola. 65 % av alla elever går vidare till ungdomsskolan. Botswana fick ett eget universitet 1976; det ligger i Gaborone och hade år 2000 8 800 studenter. Bland vuxna över 15 år uppskattas knappt 19 % vara analfabeter (2003).

#### Sjukvård, andra viktiga samhällstjänster
Sociala tjänster finns utbyggda för den stora majoriteten av befolkningen, men inkomsterna är mycket ojämnt fördelade och fattigdomen utbredd i stora befolkningsgrupper.

## Befolkning

### Demografi

#### Urbanisering
Landet är mycket glesbefolkat, men med stora regionala skillnader. Störst befolkningstäthet är det i den sydöstra delen av landet och längs den järnväg som går i syd-nordostlig riktning mellan Mafeking i Sydafrika och Bulawayo i Zimbabwe. Områdena i sydväst (Kalahari) är nästan folktomma. Stadsbefolkningen växer snabbt och utgjorde år 2008 60 % av den totala befolkningen,  vilket jämföras med år 1980 då motsvarande siffra var 16 %. År 2022 hade urbaniseringsgraden ökat ytterligare, till 72,2 % och befolkningen var främst bosatta kring huvudstaden Gabarone, men också kring Francistown. Området kring Kalahariöknen var fortsatt mycket glesbefolkat.

#### Större städer
| Större städer (2022) |
| -------------------- |
| Gaborone             |
| Francistown          |
| Mogoditshane         |
| Maun                 |
| Molepolole           |
| Serowe               |
| Tlokweng             |
| Palapye              |
| Mochudi              |
| Mahalapye            |

#### Minoriteter
Befolkningen består väsentligen av bantutalande folkgrupper. De största är tswana (79 %) och kalanga (11 %). Sanfolket, som i Botswana kallas basarwa, utgör cirka 3 %. Bantufolken vandrade in i Botswana österifrån under de första hundratalen e.Kr., och drev de ursprungliga invånarna, sanfolket, västerut i Kalahari. Dessa är i dag på tillbakagång.

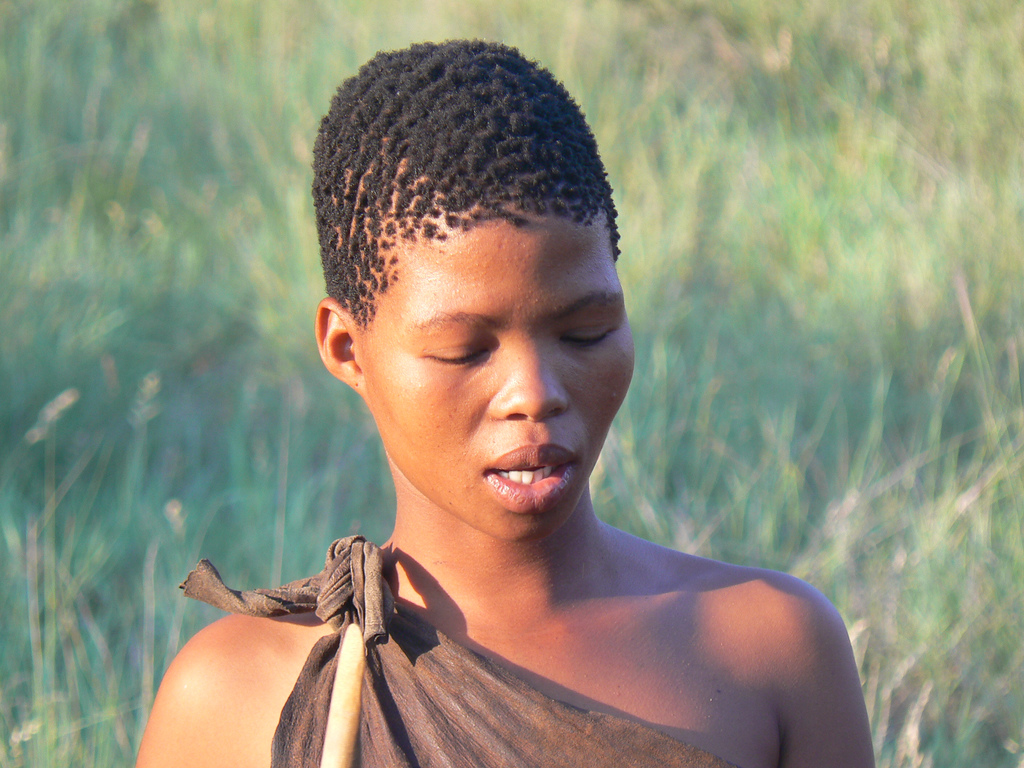
Kvinna från sanfolket, 2007.

Botswana har sedan 1990-talet utsatts för tilltagande internationell kritik, bland annat fördömelse från FN, för sin behandling av urfolket basarwa (san). Myndigheterna har delvis försökt göra basarwafolket bofast, bland annat knutet till boskapsstationer, och samtidigt sökt fördriva det från delar av dess traditionella områden, särskilt Central Kalahari Game Reserve.

### Språk
Botswanas officiella språk är engelska, medan landets största språk setswana har status som "nationellt språk". Setswana är mycket nära besläktat med sesotho, Lesothos nationalspråk, varför det lilla landet i Sydafrika ofta ses som ett broderland. Utöver setswana och engelska talas flera mindre språk i landet – ett tiotal bantuspråk (bland annat kalanga och herero) och ett tiotal khoisanspråk (däribland !xóõ). Dessutom finns en afrikaanstalande minoritet i landets södra hörn.

### Religion
Cirka 50 % av befolkningen bekänner sig till inhemska religioner, och den andra hälften är kristna protestanter.

### Sociala förhållanden
År 2002 ströp regeringen vattentillförseln för basarwafolket, ett beslut som Botswanas högsta domstol 2006 upphävde. Samtidigt gav den sanfolket rätt till att upprätthålla sin traditionella fångst och jakt i Kalahari, men myndigheterna höll fortsatt tillbaka licenser för sådan verksamhet, och flera arresterades för att ha utövat sin hävdvunna och tillerkända rätt. I juli 2010 beslutade högsta domstolen att vattnet inte skulle återanslutas, och att sanfolket inte heller skulle få gräva efter vatten annorstädes, samtidigt som en vattenledning däremot ska dras till ett turistkomplex inne i reservatet.

### Hälsa
Hiv och aids var den vanligaste dödsorsaken,  enligt uppgifter från år 2019, följt av nedre luftvägsinfektioner och hjärtsjukdom.
| Hiv och aids             | 2014    | 2020      |
| ------------------------ | ------- | --------- |
| Andel av befolkningen    | 25,6 %  | 19,9 % ▼  |
| Antal                    | 392 400 | 370 000 ▼ |
| Dödsfall per år          | 5 100   | 5 100     |
| Fetma                    | 2014    | 2016      |
| Andel av befolkningen    | 19,5%   | 18,9 % ▼  |
| Undervikt hos barn <5 år | 2008    | -         |
| Andel av befolkningen    | 11,8 %  |           |

De svåraste problemen i dagens Botswana är de sociala och ekonomiska konsekvenserna av aids-epidemin. Botswana var vid 2000-talets början det land i världen med högst antal registrerade hiv-smittade. Cirka 40 % av åldersgruppen 15-49 år, och en tredjedel av den sammanlagda befolkningen (varav en stor andel barn) var smittade; senare har den siffran reducerats något. De sociala följderna är dramatiska, och den förväntade livslängden har minskat betydligt. Resultaten från den systematiska utbyggnaden av sociala tjänster sedan självständigheten riskerar också att gå förlorade på andra områden. De ekonomiska konsekvenserna förväntas också bli stora, med budgetunderskott från 2005.

## Kultur

### Konstarter

#### Musik och dans
Tswana-ordet gobina används i Botswana om både musik och dans, och man gör ingen skillnad mellan de båda. Tswanafolket är känt för flöjtgrupper som använder sig av så kallad "hocket"-teknik, det vill säga att varje musiker bara spelar en enda ton, och att man genom att spela i en bestämd turordning skapar melodin. Endast män tillåts delta i sådana grupper.
Varje år hålls folkmusikfestivalen National Music Eisteddfod i Selebi-Phikwe.

## Internationella rankningar
| Organisation                                | Undersökning                   | Rankning  |
| ------------------------------------------- | ------------------------------ | --------- |
| Heritage Foundation/The Wall Street Journal | Index of Economic Freedom 2019 | 36 av 180 |
| Reportrar utan gränser                      | Pressfrihetsindex 2019         | 44 av 180 |
| Transparency International                  | Korruptionsindex 2018          | 34 av 180 |
| FN:s utvecklingsprogram                     | Human Development Index 2018   | 94 av 189 |